# Cessna 350 Corvalis
Cessna 350 Corvalis är ett lågvingat monoplan från Cessna i helmetallkonstruktion försett med ett fast landställ av noshjulstyp. Modellen kallades förut Columbia 350 när den producerades av Columbia Aircraft.